# Калснава (платформа)
Ка́лснава (латыш. Kalsnava) — остановочный пункт в Калснавской волости Мадонского края Латвии на железнодорожной линии Плявиняс — Гулбене. Приблизительно в 3-х км от платформы расположен посёлок Вецкалснава. Здесь останавливаются ежедневные пассажирские поезда маршрута Рига — Мадона (820) и Мадона — Рига (819)(2016 год).

## История
Остановочный пункт Вецкалснава открыт в 1903 году. Переименован в Калснава 15 декабря 1929 года..